# WTA-toernooi van Bazel
Het WTA-toernooi van Bazel was een eenmalig tennistoernooi voor vrouwen dat van 30 juli tot en met 5 augustus 2001 plaatsvond in de Zwitserse plaats Bazel. De officiële naam van het toernooi was PreCon Ladies Open.
De WTA organiseerde het toernooi, dat in de categorie "Tier IV" viel en werd gespeeld op gravel.
Er werd door 32 deelneemsters gestreden om de titel in het enkelspel, en door 16 paren om de dubbelspeltitel. Aan het kwalificatietoernooi voor het enkelspel namen 32 speelsters deel, met vier plaatsen in het hoofdtoernooi te vergeven.

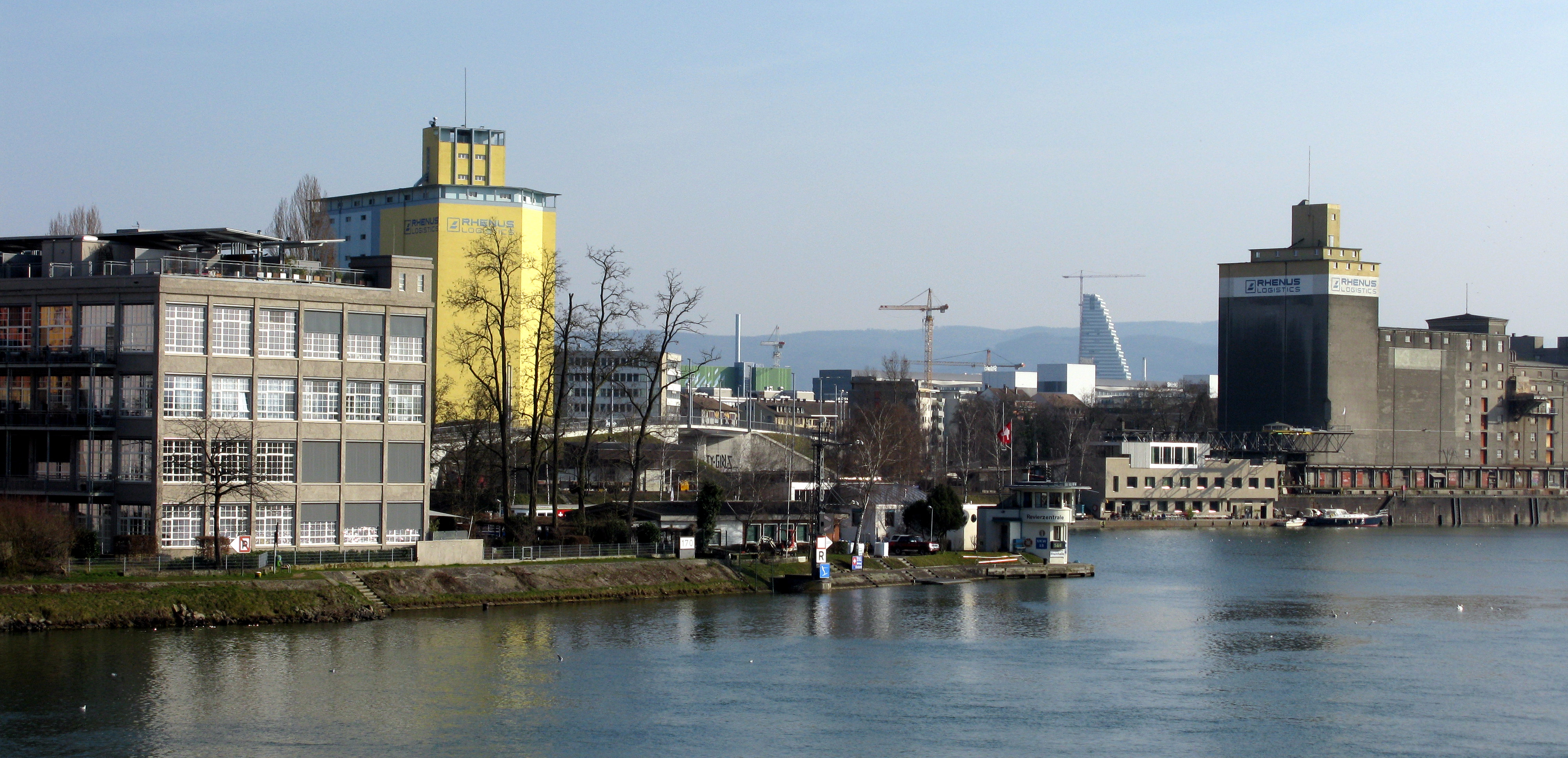
Blik op Bazel vanaf de drielandenbrug

## Finales

### Enkelspel
| Datum      | Naam               | Cat.    | ($)     | Ondergrond     | Winnares      | Verliezend finaliste   | Uitslag  |         |
| ---------- | ------------------ | ------- | ------- | -------------- | ------------- | ---------------------- | -------- | ------- |
| 2001-07-30 | PreCon Ladies Open | Tier IV | 140.000 | gravel, buiten | Adriana Gerši | Marie-Gaïané Mikaelian | 6-4, 6-1 | details |

### Dubbelspel
| Datum      | Naam               | Cat.    | ($)     | Ondergrond     | Winnaressen                                         | Verliezend finalistes          | Uitslag  |         |
| ---------- | ------------------ | ------- | ------- | -------------- | --------------------------------------------------- | ------------------------------ | -------- | ------- |
| 2001-07-30 | PreCon Ladies Open | Tier IV | 140.000 | gravel, buiten | María José Martínez Sánchez Anabel Medina Garrigues | Joannette Kruger Marta Marrero | 7-6, 6-2 | details |